# Antonio Jesús López Nieto
Antonio Jesús López Nieto (født 25. januar 1958) er en tidligere spansk fodbolddommer. Han dømte internationalt under det internationale fodboldforbund FIFA fra 1993 til 2003.
I 2000 dømte han finalen i UEFA Cuppen i Parken, København, mellem Arsenal og Galatasaray, der endte med en sejr til tyrkiske Galatasaray efter straffesparkskonkurrence.
Ved de store slutrunder blev det til én kamp i VM 2002 og to kampe ved EM 1996.

## Karriere

### EM 1996
- Tjekkiet  –  Italien 2-1 (gruppespil).
- Frankrig  –  Holland 0-0 (kvartfinale, Frankrig vinder efter straffesparkskonkurrence).

### VM 2002
I den ene kamp López Nieto dømte ved VM 2002, satte han VM-rekord i flest antal gule kort, da han uddelte 14 gule kort i kampen mellem Cameroun og Tyskland. Rekorden blev slået af Valentin Ivanov ved VM 2006.
- Cameroun  –  Tyskland 0-2 (gruppespil).

## Kampe med danske hold
- Den 28. august 2002: Tredje kvalifikationsrunde til Champions League: Brøndby – Rosenborg 2-3.
- Dem 27. marts 1999: Kvalifikation til EM 2000: Danmark – Italien 1-2.